# Gillian Tindall
Pour les articles homonymes, voir Tindall.
Gillian Tindall, née à Londres en 1938, est une femme de lettres britannique.

## Biographie
Parmi ces œuvres les plus connues, citons City of Gold: Biography of Bombay (1982) et Celestine: Voices from a French Village (Célestine, Histoire d'une femme du Berry) (1995). Son roman Fly away home fut récompensé par un prix Somerset-Maugham en 1972. 
En 2006, Tindall a publié un ouvrage sur une maison située dans le quartier de Bankside à Londres, The House by the Thames. Depuis sa construction en 1710, la maison servit d'habitation à des marchands de charbon, d'étude, de pension de famille, d'abri pour personnes abandonnées, puis de nouveau de résidence privée à partir des années 1900. La maison est mentionnée dans les guides touristiques comme une résidence célèbre, peut-être celle de Christopher Wren pendant la construction de la cathédrale Saint-Paul de Londres et on lui prête comme résidents Catherine d'Aragon et William Shakespeare.
Elle vit une partie de l'année dans le village de Chassignolles dans l'Indre, en France.

## Œuvres
Romans
- No Name in the Street (1959)
- The Water and the Sound (1962)
- The Edge of the Paper (1963)
- The Youngest (1967)
- Someone Else (1969)
- Fly Away Home (1971)
- The Traveller and His Child (1975)
- The Intruder (1979)
- Looking Forward (1983)
- To the City (1987)
- Give Them All My Love (1989)
- Spirit Weddings (1992)

Nouvelles
- Dances of Death (1973)
- The China Egg and Other Stories (1981)
- Journey of a Lifetime and Other Stories (1990)

Essais
- A Handbook on Witches (1965)
- The Fields Beneath: The History of One London Village (1977)
- City of Gold: A Biography of Bombay (1982)
- Rosamond Lehmann: An Appreciation (1985)
- Countries of the Mind: The Meaning of Place to Writers (1991)
- Celestine: Voices from a French Village (1995), Célestine, Histoire d'une femme du Berry (2000)
- The Journey of Martin Nadaud: A Life and Turbulent Times (1999), Le voyage de Martin Nadaud (2001)
- The House By The Thames: And The People Who Lived There (2006)
- Footprints in Paris: A Few Streets, A Few Lives (2009)
- The Fields Beneath (2011)
- Three Houses, Many Lives (2012)